# Canisvliet- en Moerspuipolders
De Canisvliet- en Moerspuipolders vormen een poldercomplex in de omgeving van Westdorpe en Zuiddorpe in de Nederlandse provincie Zeeland.
Deze polders zijn herdijkingen van een in 1586 op last van Prins Maurits geïnundeerd gebied. Door de inundatie ging de oude Westdorpepolder verloren. Tijdens het Twaalfjarig Bestand begon men vanuit Spaanse zijde met de herdijkingen, te beginnen in 1610. Over veel gebieden werden de rechten verworven door het kapittel van de Onze-Lieve-Vrouwekathedraal te Antwerpen.
Het complex omvat de volgende polders:
- Autrichepolder
- Oude Papeschorpolder
- Sint-Anthonypolder
- Canisvliet binnenpolder
- Zuiddorpepolder (noorddeel)
- Zuiddorpepolder (zuiddeel)
- Varempépolder
- Lippenspolder
- Moerbekepolder
- Overslagpolder
- Moerspuipolder